# 제10회 일본 참의원 의원 통상선거

제10회 일본 참의원의원 통상선거는 1974년 7월 7일에 시행된 일본 참의원의원의 선거이다. 투표 당일에 도카이 지방에 내린 다나바타 호우로 인한 수해로, 미에현 이세시에서는 투표가 연기되었다.

## 선거 정보

### 투표일
- 1974년 7월 7일

### 선거권자
- 선거권자 75,356,068명

## 선거 결과

### 투표자수
- 전국구 55,157,535명
- 지역구 55,163,900명

### 투표율
- 전국구 - 73.20%

- 남성 : 72.73%
- 여성 : 73.63%

- 지역구 - 73.20%

- 남성 : 72.74%
- 여성 : 73.64%

### 정당별 획득 의석
| 정당       | 지역구 | 전국구 | 당선자 합계 | 의석수 |
| ---------- | ------ | ------ | ----------- | ------ |
| 자유민주당 | 44     | 19     | 63          | 127    |
| 일본사회당 | 18     | 10     | 34          | 62     |
| 공명당     | 5      | 9      | 14          | 28     |
| 일본공산당 | 5      | 8      | 13          | 26     |
| 민주사회당 | 1      | 4      | 5           | 10     |
| 제2원클럽  | 1      | 2      | 3           | 6      |
| 기타 정당  | 1      | 0      | 0           | 1      |
| 무소속     | 1      | 2      | 3           | 6      |
| 합계       | 76     | 54     | 122         | 252    |

### 전국구 득표 결과
| 정당       | 득표수     | 득표율 | 당선인 |
| ---------- | ---------- | ------ | ------ |
| 자유민주당 | 23,332,773 | 44.3%  | 19     |
| 일본사회당 | 7,990,457  | 15.2%  | 10     |
| 공명당     | 6.360,419  | 12.1%  | 9      |
| 일본공산당 | 4,931,650  | 9.4%   | 8      |
| 민주사회당 | 2,441,509  | 6.1%   | 4      |
| 기타       | 74,346     | 0.1%   |        |
| 무소속     | 6,820,199  | 13%    | 4      |
| !총합      | 52,624,739 |        | 50     |

### 주요 정당
| - 자유민주당 - 127석 | 총재 다나카 가쿠에이 | 부총재 시나 에쓰사부로 | 간사장 하시모토 도미사부로 |

| - 일본사회당 - 62석 | 중앙집행위원장 나리타 도모미 | 서기장 이시바시 마사시 |

| - 공명당 - 24석 | 중앙집행위원장 다케이리 요시가쓰 | 서기장 야노 준야 |

| - 일본공산당 - 20석 | 의장 노사카 산조 | 간부회위원장 미야모토 겐지 | 서기국장 후와 데쓰조 |

| - 민사당 - 10석 | 중앙집행위원장 가스가 잇코 | 서기장 쓰카모토 사부로 |

## 선거 이후
- 자유민주당 내부에서는 이후 다나카 가쿠에이 총리의 금권정치에 대한 비판이 강해졌다. 그 결과로 미키 다케오 부총리가 당의 체질개선 등을 이유로 하여 자진 사퇴했다. 곧이어 후쿠다 다케오 대장대신도 사퇴했으며, 호리 시게루 행정관리청 장관 또한 후쿠다의 사임을 막지 못했다는 이유를 들어 자진 사퇴했다.
- 다나카 가쿠에이 총리는 선거 뒤 금맥 의혹이 불거지면서 퇴진했다.